# Bela Gil
Isabela Giordano Gil Moreira (Salvador, 3 de janeiro de 1988), mais conhecida como Bela Gil, é uma culinarista e apresentadora de televisão brasileira. Atualmente comanda o programa Bela Cozinha no canal pago GNT, além de seu próprio canal no YouTube, onde defende uma alimentação consciente e saudável. Bela também é autora dos premiados livros Bela Cozinha - As Receitas e Bela Cozinha 2, que trazem receitas, informações sobre os ingredientes e dicas de estilo de vida que beneficiam a saúde do corpo e do meio ambiente.[carece de fontes?]

## Biografia
Bela é filha do renomado cantor baiano Gilberto Gil com sua terceira esposa, Flora Gil. É irmã de Bem Gil e de José Gil. Além disso, possui cinco irmãos dos outros casamentos de seu pai: Nara Gil, Marília Gil, Pedro Gil, Preta Gil e Maria Gil. Nascida em Salvador, Bela foi criada no Rio de Janeiro, onde descobriu a prática de ioga e, através dela, passou a se interessar pelos benefícios físicos e mentais da culinária saudável. Aos 18 anos se mudou para Nova York, onde morou por quase oito anos. Tendo que cozinhar sua própria comida e querendo manter um estilo de vida saudável, Bela resolveu se aprofundar no mundo da culinária e nutrição. Ela se formou em Culinária Natural pelo Natural Gourmet Institute e em Nutrição e Ciência dos Alimentos pelo Hunter College.[carece de fontes?]
Ainda em Nova York, Bela começou a trabalhar como personal chef e cozinhar para amigos próximos que, satisfeitos com os resultados, logo começaram a indicar seus serviços para outras pessoas, aumentando o interesse em torno do seu trabalho. Bela estagiou em dois restaurantes veganos muito populares em Manhattan: o Candle Café e o Candle 79. O interesse de Bela pela culinária vegana se deu por conta de seu pai, um seguidor da filosofia macrobiótica desde a década de 1970, Ela também decidiu estudar a filosofia ayurveda, quando descobriu que as escolhas alimentares de cada um afetam não só sua saúde, como todo o planeta. Para Bela, comer bem é um ato de compaixão consigo mesmo e com o meio ambiente.
Em 2013, Bela voltou a viver no Rio, onde passou a fazer consultas e avaliações particulares como orientadora alimentar. Logo foi convidada pelo GNT para apresentar seu próprio programa de culinária. Assim nasceu o Bela Cozinha, no qual ela busca mostrar que é possível ter uma alimentação saudável com sabor e qualidade. Em cada episódio ela prepara receitas saudáveis e recebe convidados que enfrentam questões alimentares que interessam ao público. Entre os convidados que já participaram do programa estão seu pai Gilberto Gil, sua irmã Preta Gil, Fernanda Montenegro, Caetano Veloso, Claude Troisgros, Ivete Sangalo, Glória Maria, Malu Mader, Carol Castro, Ney Matogrosso, Marcos Palmeira, Camila Pitanga, Alcione, Roberta Sudbrack, Zeca Camargo, Claudia Raia, Bruno Gagliasso, entre muitos outros.[carece de fontes?]
Com a grande repercussão de seu programa, Bela foi alvo de críticas mais de uma vez. Em 2015, o Conselho de Nutricionistas da 2ª Região (CRN-2) publicou uma nota em sua página na internet negando que a apresentadora fosse uma profissional da área após um jornal gaúcho se referir a ela como "nutricionista". A assessoria de imprensa de Bela negou que ela tenha se referido a si mesma nesses termos, responsabilizando o jornal pela confusão. Embora possua formação em Nutrição no exterior, Bela se apresenta como "orientadora alimentar" devido ao fato de que seu diploma ainda não foi validado no Brasil.
Apesar das críticas, em 2015 Bela venceu o prêmio "cariocas do ano" da revista Veja Rio por seu importante papel na disseminação da educação alimentar perante a sociedade. Além disso, seus dois livros, Bela Cozinha - As Receitas e Bela Cozinha 2, ambos lançados pela Editora Globo foram aclamados pelo público e pela crítica especializada. O primeiro livro recebeu o prêmio de melhor livro de culinária brasileira de autor estreante em 2015 pela Gourmand International e foi o livro de culinária mais vendido de 2014 e 2015, com mais de 170 mil exemplares comercializados. O segundo livro recebeu o prêmio de melhor livro de fotografia de culinária brasileira em 2015 pela Gourmand International e vendeu mais de 110 mil exemplares.[carece de fontes?]
Além de seu programa na televisão, Bela apresenta o programa Bela Infância na Rádio Globo, escreve colunas para as revistas Casa & Comida e Gastronomia Angeloni e dá palestras por todo o Brasil. Ela também desenvolve o projeto Bela Infância, que visa combater a obesidade infantil através de ações educativas com crianças de escolas públicas e particulares de todo o país. Defensora da agroecologia, a apresentadora apoia o Movimento dos Trabalhadores Rurais Sem Terra.
Em maio de 2020, anunciou filiação ao Partido Socialismo e Liberdade (PSOL).

## Vida pessoal
Bela é filha do cantor Gilberto Gil e da diretora de cinema Flora Gil. Bela é irmã mais nova do cantor Bem Gil e meio-irmã das cantoras Preta Gil e Nara Gil. Ela é a única da família que não escolheu o ramo musical. 
Em 2022, Bela revelou ser sapiossexual. Em 2023, anunciou o fim de seu casamento com o gerente de estúdio João Paulo Demasi, após 19 anos.  Os dois são pais de Flor e Nino.